# Vuelo 292 de JetBlue Airways
El Vuelo 292 de JetBlue Airways fue un vuelo regular desde el aeropuerto Bob Hope (BUR) en Burbank, California al Aeropuerto Internacional John F. Kennedy (JFK) en New York. El 21 de septiembre de 2005, el vuelo 292 ejecutó un aterrizaje de emergencia dirigido por Scott Bruke en el Aeropuerto Internacional de Los Ángeles (LAX) después de que las ruedas de morro se quedasen bloqueadas en una posición anormal. Nadie resultó herido.

## Vuelo
Transportando a 140 pasajeros y seis tripulantes, el Airbus A320-232 partió de Burbank a las 3:17 p. m. PDT (UTC-7). El avión, construido en 2002, portaba el registro N536JB y el nombre "Canyon Blue". Tenía previsto volar 2.465 millas (3.967 km) hasta el aeropuerto JFK.
Tras despegar de Burbank, los pilotos se percataron de que no podían retraer el tren de aterrizaje. Efectuaron entonces un vuelo bajo por el aeropuerto municipal de Long Beach (LGB) en Long Beach (ubicación de una de las bases de operaciones en JetBlue) para permitir a los oficiales de la torre de control del aeropuerto observar los daños en el tren de aterrizaje antes de intentar un aterrizaje. Se descubrió que la rueda de morro estaba rotada noventa grados a la izquierda, en perpendicular a la dirección del fuselaje.
En lugar de aterrizar en el aeropuerto de Long Beach, el piloto al mando tomó la decisión de que el avión tenía que aterrizar en el Aeropuerto Internacional de Los Ángeles (LAX), con el fin de aprovechar la ventaja de pistas más largas y anchas, y equipamiento de seguridad más moderno.
Los pilotos volaron el avión, que podía llevar hasta 46 860 libras (21 255 kg) de combustible, en una figura de patrón en ocho entre el aeropuerto Bob Hope en Burbank y LAX durante más de dos horas con el fin de quemar combustible y reducir el riesgo de incendio durante el aterrizaje. Esto también sirvió para reducir el peso del avión, el potencial estrés en el tren de aterrizaje y reducir fuertemente la velocidad de aterrizaje. El Airbus A320 no cuenta con la instalación mecánica de expulsión de combustible en vuelo, pese a que diversos periódicos afirmaron que el procedimiento se había efectuado sobre el mar.
Puesto que los aviones de JetBlue están equipados con televisión por satélite DirecTV, los pasajeros en el vuelo 292 pudieron ver la cobertura del incidente por los noticiarios en directo mientras el avión sobrevolaba la costa pacífica. El sistema de entretenimiento en vuelo fue apagado para una «mejor aproximación final».
Los servicios de emergencia y los camiones de bomberos de LAX permanecieron en plataforma frente a la zona de aterrizaje. Aunque los camiones de espuma estaban disponibles, se optó por no usarlos. La FAA estadounidense no recomienda el rociado de espuma en pista, principalmente para poder ser usados como apoyo contraincendios más tarde si se llegase a declarar un fuego; además de que resultaba complicado decidir que parte de la pista rociar con espuma, y su rociado podía también reducir la efectividad de los frenos del avión, pudiendo provocar su salida de pista.
El jefe de bomberos de Los Ángeles, Lou Roupoli, dijo: «El piloto hizo un trabajo extraordinario. Mantuvo el avión sobre las ruedas traseras tanto como pudo antes de bajarlo [el tren de morro]». Cuando la rueda de morro tocó pista, comenzó a soltar chispas y fuego, pero sin causar daño aparente al resto del avión. A las 6:20 p. m. PDT (UTC-7), el avión se detuvo totalmente prácticamente al final de la pista 25L de 11 096 pies (3382 metros). En un intento de mantener el tren de morro alejado de tierra tanto como fuese posible, las reversas no fueron utilizadas para reducir la velocidad del avión. Los pilotos por tanto utilizaron una porción de pista mucho mayor que en un aterrizaje normal, deteniéndose 1.000 pies / 305 metros antes del final de pista, dando razón de ser a la decisión de desvío desde Long Beach, donde su mayor pista es de 10 000 pies (3048 metros).

## Resultados y evaluación

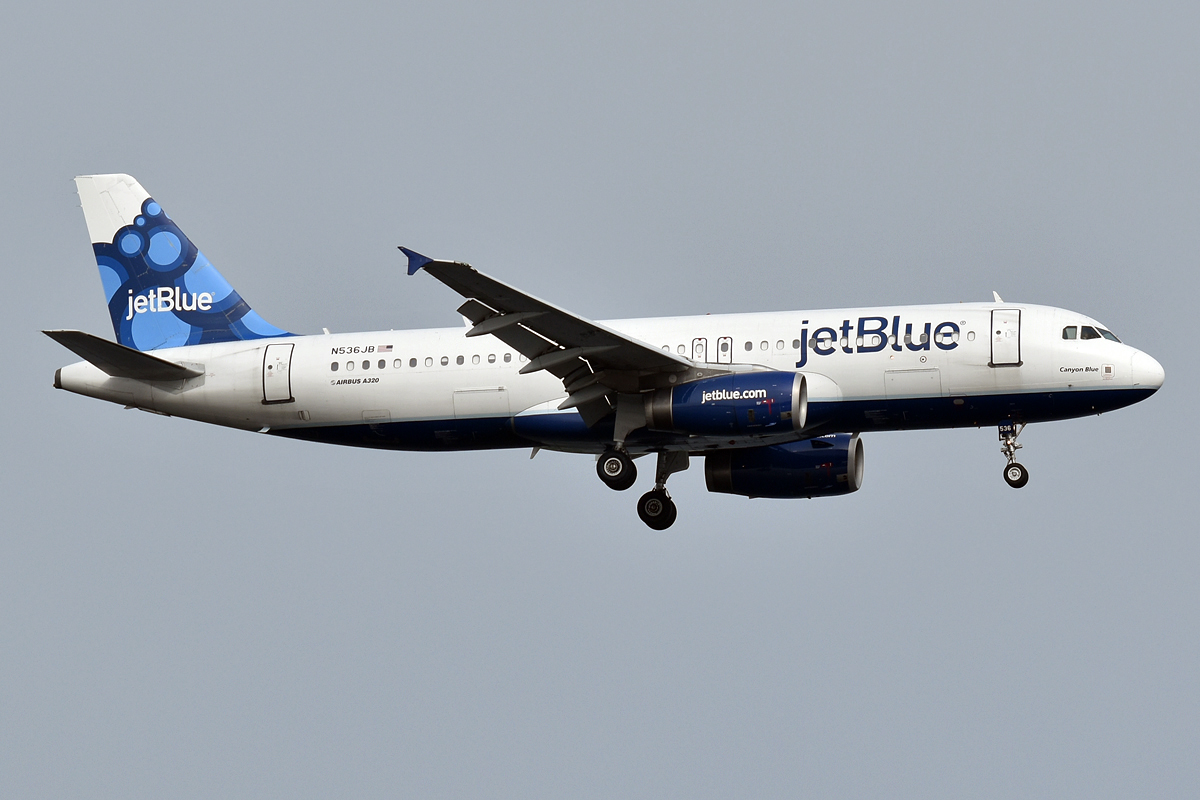
JetBlue Airways, N536JB, Airbus A320-232

Los pasajeros iniciaron el desembarco del avión en siete minutos. El aterrizaje fue suave y no hubo que lamentar lesiones físicas. El avión fue evacuado por pasarelas, en lugar de las rampas inflables normalmente usadas en estas situaciones.
JetBlue no operaba desde LAX en aquel momento, por lo que no contaban con personal de handling o mantenimiento en el aeropuerto. Por ello, el avión fue llevado a un hangar de Continental Airlines en LAX para su evaluación.
MSNBC anunció que "La página web de la NTSB había investigado un incidente similar en un A320 ocurrido en el vuelo 2811 de America West Airlines en febrero de 1999 en Columbus Ohio. La agencia descubrió que la causa fue el fallo de los anillos externos del tren de morro." Este avión también aterrizó de forma satisfactoria.
Más tarde otros medios dijeron que esta era al menos la séptima vez que un avión de la familia Airbus A320 aterrizaba con un ángulo de noventa grados respecto a la posición normal en el tren de aterrizaje, y uno de los al menos sesenta y siete "fallos de rueda de morro" en aviones A319, A320 y A321 en todo el mundo desde 1989. Entre los primeros incidentes se incluían un vuelo de JetBlue hacia la Ciudad de Nueva York, un vuelo de United Airlines a Chicago, y un vuelo de America West a Columbus (Ohio).
Tras el incidente, el avión fue reparado y regresó al servicio activo todavía con el nombre "Canyon Blue."